# Myrmicini
Myrmicini es una tribu de hormigas perteneciente a la subfamilia Myrmicinae. No se debe confundir con la tribu que suena muy similar Myrmecinini (también en la subfamilia Myrmicinae) y Myrmeciini, que está en la subfamilia Myrmeciinae. Si bien el género tipo de Myrmicini es Myrmica, en Myrmecini es Myrmecia y en la de Myrmecinini es Myrmecina.

## Géneros
Eutetramorium

Hylomyrma

Manica

Myrmica

Nothomyrmica

Pogonomyrmex